# Mahmoud Hamdy
Mahmoud Hamdy (1 de junio de 1995) es un futbolista egipcio que juega en la demarcación de defensa para el Zamalek SC de la Premier League de Egipto.

## Selección nacional
Hizo su debut con la selección de fútbol de Egipto el 25 de mayo de 2018 en un encuentro amistoso contra Kuwait que finalizó con un resultado de empate a uno tras los goles de Fahad Al Ansari para Kuwait, y de Ayman Ashraf para el combinado egipcio. El 7 de mayo fue ratificado en la lista y finalmente compitió en el Mundial.

## Clubes
| Club                | País   | Año       | Partidos | Goles |
| ------------------- | ------ | --------- | -------- | ----- |
| Tala'ea El-Gaish SC | Egipto | 2013-2016 | 69       | 1     |
| Zamalek SC          | Egipto | 2016-     | 210      | 11    |

## Palmarés

### Campeonatos nacionales
| Título              | Club       | País   | Año  |
| ------------------- | ---------- | ------ | ---- |
| Copa de Egipto      | Zamalek SC | Egipto | 2018 |
| Supercopa de Egipto | Zamalek SC | Egipto | 2016 |